# 한국형 달 탐사선
한국형 달 탐사선은 2030년 누리호로 나로 우주 센터에서 발사할 달 착륙선으로, 대한민국의 달탐사 계획의 2단계 사업에 해당한다. 당초 2025년 계획이었으나, 박근혜 전 대통령이 대선공약으로 2020년으로 앞당겼으나 2030년으로 늦춰졌다. 항우연은 누리호로 힘들면 미국 로켓으로 발사할 계획이다.

## 역사
2008년, 한국과학기술원(KAIST)의 권세진 교수팀과 스페이스솔루션사(社)가 공동으로 달 착륙선을 개발하는데 성공했다. ILN이 예상하는 1억 달러(1500억 원) 개발비를 절반인 750억원으로 줄이는 기술도 개발하는 데 성공했다. 2008년 11월 28일, KAIST 풍동 실험동(W10)에서 공개 지상착륙시험도 실시했다.
항우연은 2013년까지 70%의 기술을 확보했으며, 2014년 달 탐사선의 지상착륙시험을 실시할 계획을 세웠다.
2032년, 차세대 발사체(KSLV-III)로 발사하는 것을 목표로 하고 있다.
2024년 10월, 대한민국 우주항공청과 한국항공우주연구원은 두 기관은 달 탐사 2단계 사업에 관한 협약을 체결하고 국내 최초 달 궤도선 ‘다누리’에 이어 달 탐사 2단계 사업인 달 착륙선 개발에 들어갔다.

## 누리호
무인 달착륙선을 누리호로 2030년 발사한다고 보도되는데, 2020년 발사된 중국의 무인 달착륙선 창어 5호를 보면, 무게 867톤 창정 5호 로켓으로 무게 8.2톤 창어 5호를 발사했다. 누리호는 무게 200톤으로 달착륙선을 발사하기에는 매우 작은 로켓이다.
팰컨 9의 마지막 최종 버전인 팰컨9 블록5 무게가 550톤이다. 아마도 한국이 무인 달착륙선을 자력 발사한다면, 누리호 보다는 KSLV-III가 유력하다.

## 같이 보기
- 대한민국의 달탐사 계획
- 다누리 (우주선)(한국형 달 궤도선, KPLO)
- 달 탐사
- 누리호 개량 사업(누리호 개량형)